# Michael Lardie
Michael Lardie (Anchorage, 8 settembre 1958) è un chitarrista, tastierista e produttore discografico statunitense noto principalmente per la sua militanza nei Great White e nei Night Ranger.
Lardie è un polistrumentista; oltre alla chitarra e alle tastiere sa suonare anche basso, banjo, sitar, mandolino, pianoforte, percussioni, armonica e flauti.
È molto noto anche come ingegnere del suono, ha infatti trascorso diversi anni a studiare le tecniche di registrazione analogica. Anche se è ben noto per la sua collaborazione con i Great White, Lardie ha lavorato alla produzione per diverse altre band come Black Flag, Kajagoogoo, Dokken, Saint Vitus, per citarne alcune.

## Carriera
Lardie si è unito ai Great White nel 1985, inizialmente con il ruolo di turnista in studio, per poi diventare membro a tutti gli effetti durante le registrazioni dell'album Once Bitten. Ha lasciato il gruppo nel 2000. L'ultimo concerto venne registrato nel live album Thank You...Goodnight!. Si è poi riunito alla band nel 2006.
Nel 1998 ha formato la band Samantha 7, con il chitarrista dei Poison C.C. DeVille, il bassista Krys Baratto e il batterista Francis Ruiz. La band ha pubblicato un solo album eponimo nel 2000.
Nel 2003 si è unito ai Night Ranger, rimpiazzando lo storico tastierista Alan Fitzgerald. È rimasto nel gruppo fino al 2007, esibendosi contemporaneamente per un breve periodo sia con i Great White che con i Night Ranger. Lardie ha poi deciso di lasciare i Night Ranger per dedicarsi in maniera esclusiva ai Great White.